# Stygopyrgus bartonensis
Stygopyrgus bartonensis är en snäckart som beskrevs av Robert Hershler och Longley 1986. Stygopyrgus bartonensis ingår i släktet Stygopyrgus och familjen tusensnäckor. Inga underarter finns listade i Catalogue of Life.